# Aeroportul Greater Kankakee
Aeroportul Greater Kankakee (IATA: IKK, ICAO: KIKK, FAA LID: IKK) este un aeroport din Illinois, Statele Unite ale Americii ce deservește zona Kankakee⁠(d). Aeroportul a fost tranzitat în 2017 de 24 de pasageri. A fost numit după zona deservită.
Situat la o altitudine de 192 m, aeroportul dispune de 2 piste.

## Infrastructură

### Piste
Aeroportul dispune de 2 piste. Pista 04/22 are suprafața de asfalt și dimensiunile 5.981 picioare × 100 picioare. Pista 16/34 are suprafața de asfalt și dimensiunile 4.398 picioare × 75 picioare. 